# Хуан Алкантара
Хуан Алкантара (шп. Juan Alcántara; Виња дел Мар, 6. март 1920 — Чиле, 7. јул 2002) био је чилеански фудбалер и репрезентативац Чилеа.
Одиграо је пет мечева за репрезентацију Чилеа током 1945. и 1946. године.
Алкантара је био члан репрезентације на Копа Америка 1945. и Копа Америка 1946.. На првенству одржаном 1945. је са пет голова делио треће место као најбољи стрелац првенства а на следећем Копа Америка одржаном 1946. године је постигао једини гол против Аргентине када је Чиле изгубио са 3:1.
У периоду јануара 1944. године па све до децембра 1947. године је играо за чилеански клуб Аудакс Италијано (Audax Italiano).